# Inzersdorf im Kremstal
Inzersdorf im Kremstal là một đô thị ở huyện Kirchdorf an der Krems bang Oberösterreich, nước Áo. Đô thị này có diện tích 22,7 km², dân số thời điểm ngày 31 tháng 12 năm 2005 là 1823 người.